# Museo Valenciano de Etnología
El Museo Valenciano de Etnología (en valenciano y oficialmente Museu Valencià d'Etnologia) se encuentra ubicado en la calle Corona número 36 de la ciudad de Valencia (España). Desde el año 2020 y tras una renovación de la exposición permanente el museo reabrió sus puertas con una nueva marca L'ETNO, que es su nombre oficial.
Fue creado en 1982 y abrió sus puertas al público en 1983. Sus objetivos son la investigación y difusión en el campo de la Etnología y la Antropología, poniendo al alcance del público un espacio dinámico de conocimiento y reflexión sobre la diversidad cultural que caracteriza a los humanos en dos ámbitos complementarios:
- Por una parte, el propiamente valenciano, centrándose en las pautas culturales de la sociedad tradicional valenciana y su proceso de tránsito a la sociedad industrializada, sin dejar de lado las nuevas formas culturales de la contemporaneidad.
- Por otra parte, el ámbito general de las culturas, desde las mediterráneas, más próximas a nosotros y que nos enmarcan directamente, hasta las propias de ámbitos geográficos más lejanos.

Este centro está administrado por la Diputación de Valencia, y tiene como sede el Centro Cultural la Beneficencia. En 2007 contaba con 15.000 piezas en su colección, siendo el museo de referencia en lo que a cultura tradicional valenciana se refiere.

## Historia

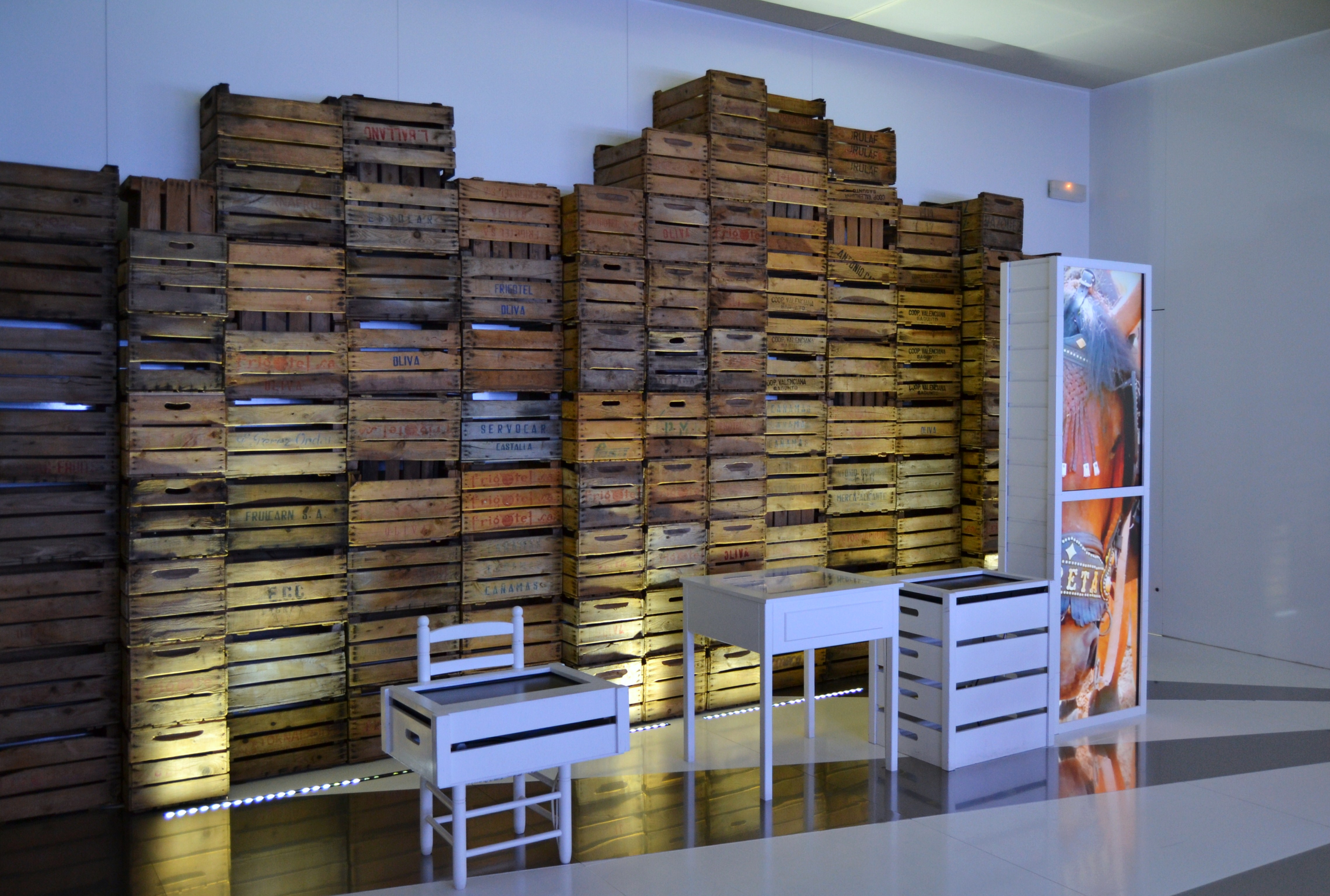
Cestas de fruta en la sala dedicada a la Huerta y la marjal.

El museo fue creado por Joan Francesc Mira en 1982, en un contexto de recuperación de la identidad valenciana  propio de la transición política española y que es común a otros museos de España. Este Museo concreta un proyecto que históricamente había sido propuesto pero jamás realizado de disponer de un museo que estudiara, recopilara y difundiera la cultura tradicional valenciana.
La apertura del museo se hizo efectiva en 1983, con un personal de entre tres y cuatro personas. El museo se situó en el Centro Cultural la Beneficencia, dónde también se había ubicado al Servicio de Investigación Prehistórica de la Diputación de Valencia. Entre sus objetivos se encontraba la recuperación y puesta en valor de las colecciones previas, dada la nula tradición de colecciones etnológicas existentes. En pocos años se consiguió una importante colección sobre tecnología agrícola, ampliando posteriormente su campo temático con materiales urbanos, y a partir del siglo XXI, con indumentaria tradicional.
El Museo dispone de una biblioteca y centro de documentación especializada en Etnología y Antropología. Las instalaciones del museo se extienden al antiguo psiquiátrico de Bétera, donde se almacena y cataloga una colección de unos 10 000 objetos.
Desde enero de 2017 es el museo coordinador de la Red de Museos etnológicos locales, creada por la Diputación de Valencia para dar lugar a una estructura cultural de cooperación, asesoramiento y formación, con el objetivo de romper el aislamiento que sufren los museos locales, creándose un espacio de comunicación y cooperación compartido.

## Exposiciones
En cuanto a las salas permanentes, en el museo ha habido varios proyectos de exposiciones permanentes, la primera fecha de la apertura del centro en 1983, y tenía como objetivo dignificar las colecciones recopilados hasta ese momento y mostrar las potencialidades del estudio de la etnología valenciana, sin llegar a hacer un recorrido exhaustivo por la sociedad tradicional valenciana. En 1986 la exposición permanente primigenia fue sustituida por un monográfico sobre el ciclo del cereal llamado Del grano al pan, concebida como temporal pero que estuvo abierta al público hasta 1993. No sería hasta 1995 que se presenta una exposición concebida como permanente. En ella, se mostraban tres ámbitos de la vida: el doméstico, la obtención de materias primas y las técnicas de fabricación. En 1997 se desmonta la exposición y comienza un período con un gran número de exposiciones temporales, impulsándose 64 entre 1997 y 2002. A partir de 2003 se empieza a trabajar en un nuevo proyecto de exposición permanente que muestre la Comunidad Valenciana desde tres ópticas diferentes: las ciudades, las huertas y marjales y la montaña y el secano. En 2003, se produce la primera parte del proyecto, dedicada a las ciudades, desarrollando progresivamente los tres ámbitos de la exposición permanente, que culminaría en 2011. A partir de ese momento se han presentado exposiciones temporales dedicadas al mundo de la pelota valenciana, las bandas de música o las migraciones. Estas exposiciones temporales complementan a las permanentes.

### Exposiciones permanentes
El Museo Valenciano de Etnología presenta, desde una visión contemporánea, tres exposiciones permanentes: La ciudad vivida. Ciudades valencianas en tránsito 1800-1940, Huerta y marjal  y Secano y montaña, que tratan los ámbitos urbano, de huerta y marjal, y de secano y montaña del territorio valenciano. en estos cinco ámbitos, los objetos y los contenidos se muestran en relación con unos ejes determinados: habitar (el espacio doméstico), convivir (los espacios de encuentro), y trabajar (los puestos de trabajo). Además, el Museo produce exposiciones temporales de contenido etnológico, histórico, antropológico y sociológico.
La exposición permanente del museo cuenta con aproximadamente 1400 metros cuadrados. Está formada a su vez por tres exposiciones divididas en cuatro secciones con una estructura que se repite en los tres casos, con cuatro apartados internos en cada una de ellas: espacios, habitar, trabajar y convivir.
La exposición sobre las ciudades, la primera de las tres en crearse, presenta una museografía clásica, de carácter evocador e incluso nostálgico a partir de objetos, fotografías y entrevistas de memoria oral. Hay diferentes partes dentro de la exposición, los espacios, habitar y trabajar. Ocupa unos 400 metros cuadrados.
la exposición Huerta y Marjal se planteó con una museografía renovadora, de carácter conceptual, a partir de dos o tres ideas fuerza, en la primera sala se presenta una museística con pocos objetos, recayendo la fuerza discursiva en fotografías y en la propia escenografía, mostrando dos o tres ideas fuerza de carácter innovador, por ejemplo utilizando una cesta de naranjas combinada con imágenes sobre la exportación de la naranja. Por el contrario, la segunda parte de la exposición se ubica en la llamada sala de los objetos, donde se presentan vitrinas con objetos agrupados por procesos de trabajo, y colecciones relacionadas con la fiesta, la religión, la pesca en la marjal y el trabajo doméstico. Destacan los objetos relacionados con el trabajo agrícola, por la especial importancia de la huerta en el ámbito valenciano Esta sala sirve de ejemplo de la riqueza de las colecciones de objetos custodiadas por el museo
En Secano y Monte se sigue la estructura de la anterior exposición, con una sala conceptual de marcado carácter escenográfico en el diseño, y una segunda donde los objetos tienen todo el protagonismo. En la sala conceptual se muestran las invisibilidades de las realidades culturales y geográficas del medio rural valenciano. Destaca la escenografía con una reproducción a escala de 1: 25.000 del territorio de secano valenciano cubriendo toda la sala. Durante la exposición se utilizan piezas de relevancia museográfica como un carro cargado de televisores, u objetos tradicionales colgados del techo, forzando a una perspectiva de observación diferente a la habitual.

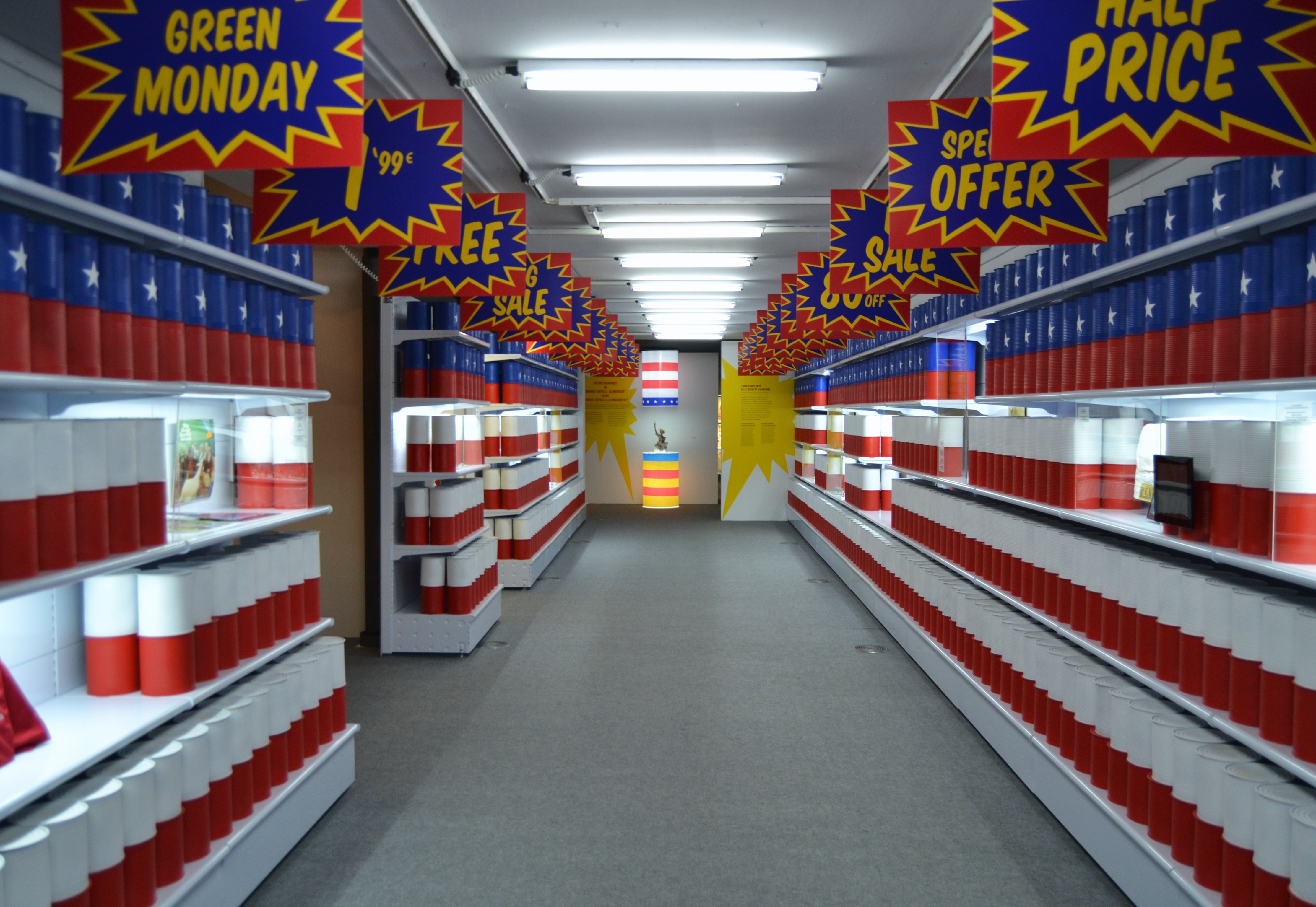
Exposición temporal en el Museo sobre los valencianos y los Estados Unidos.
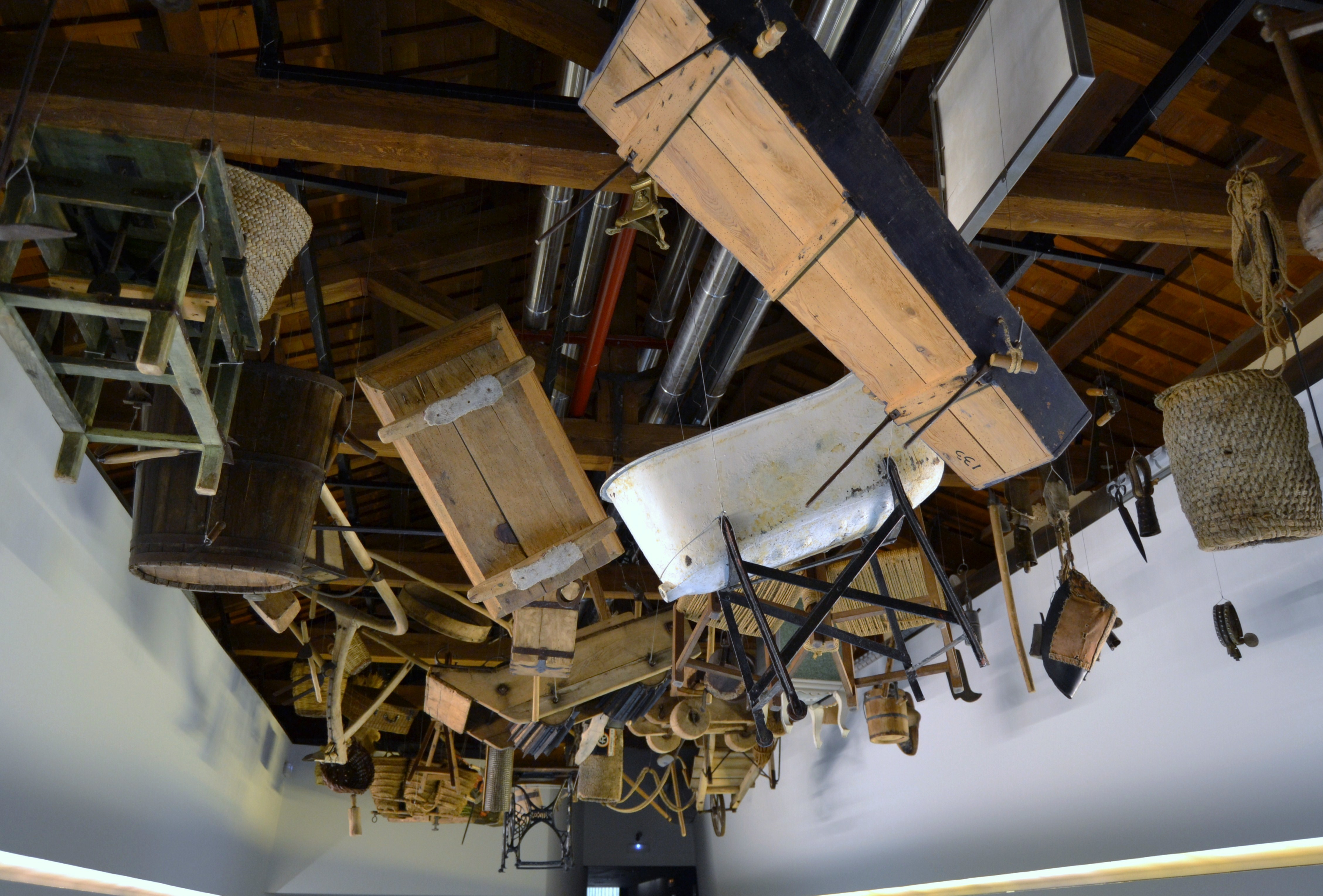
Objetos colgantes en la sala Secà i Muntanya.
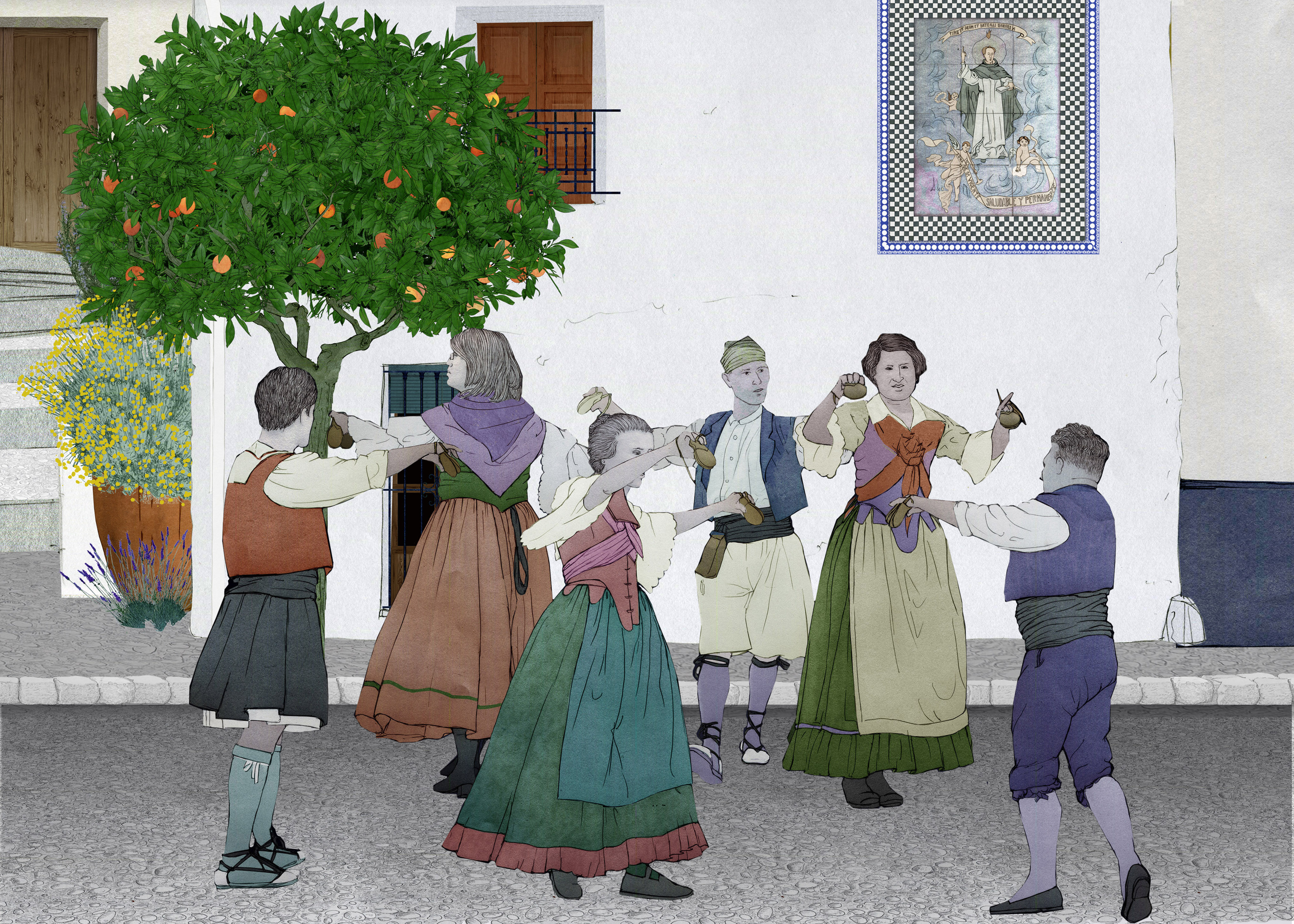
Danza tradicional. Ilustración del fondo del Museo.
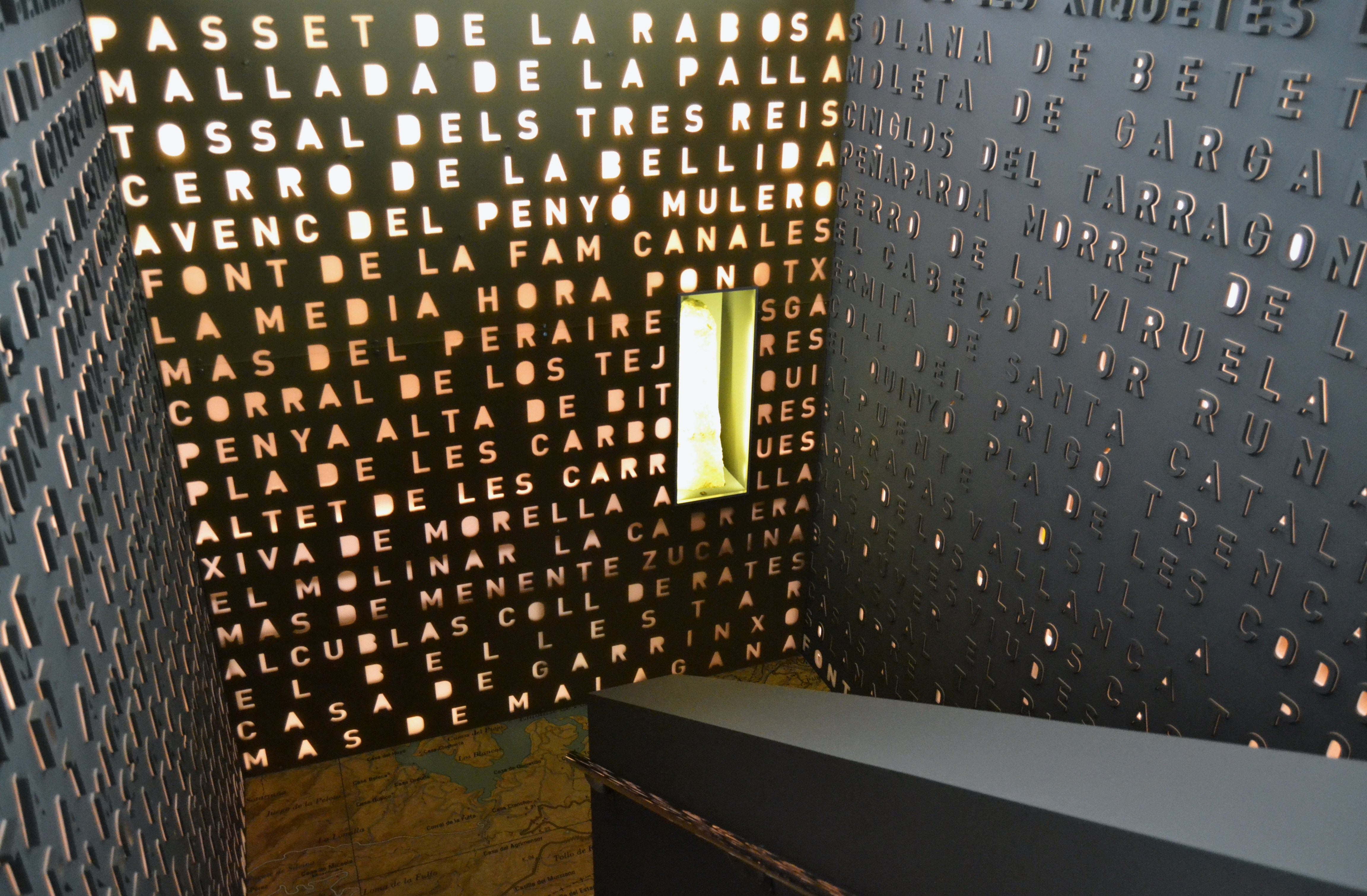
Escalera interior
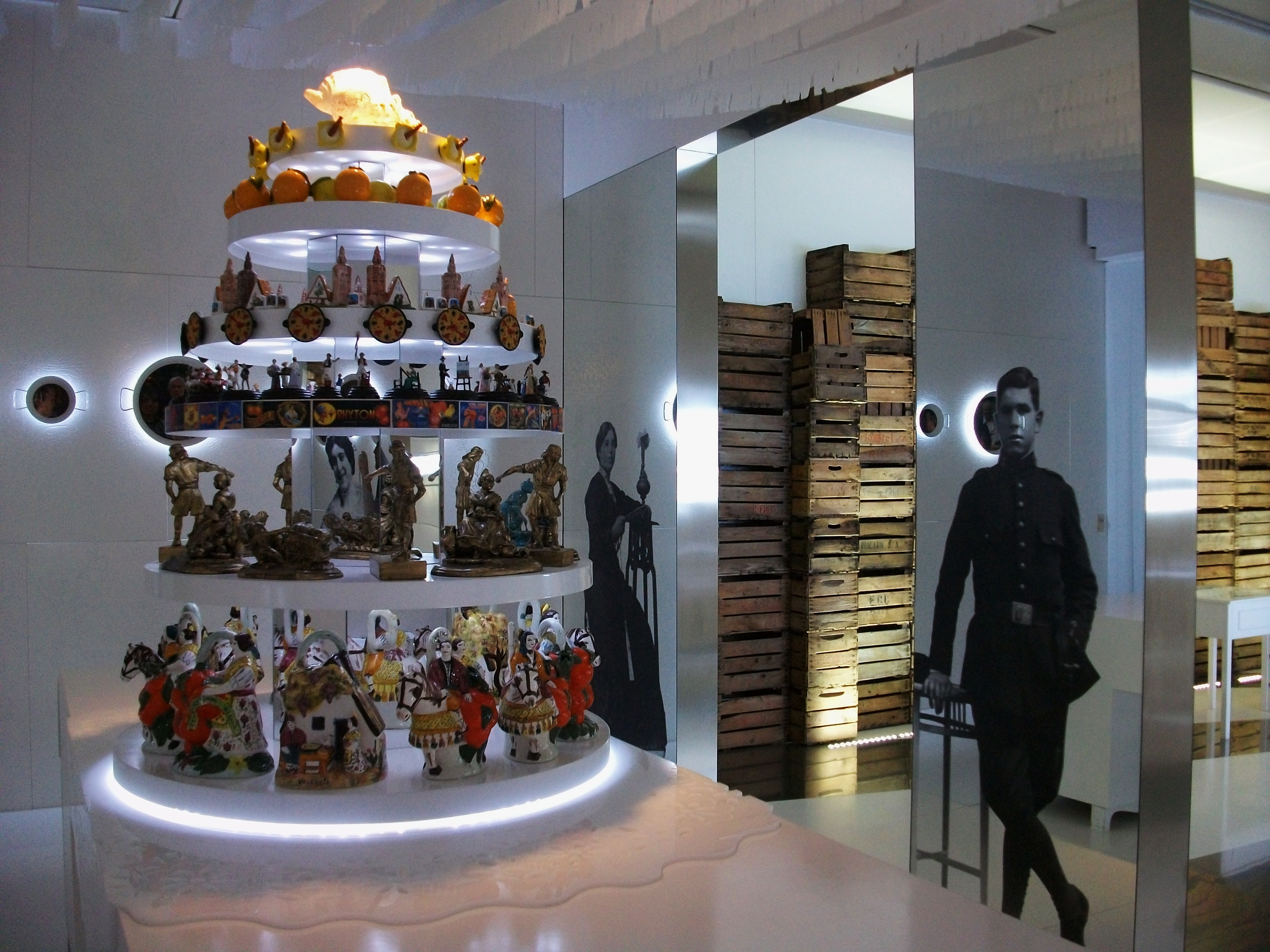
Sala Horta i Marjal
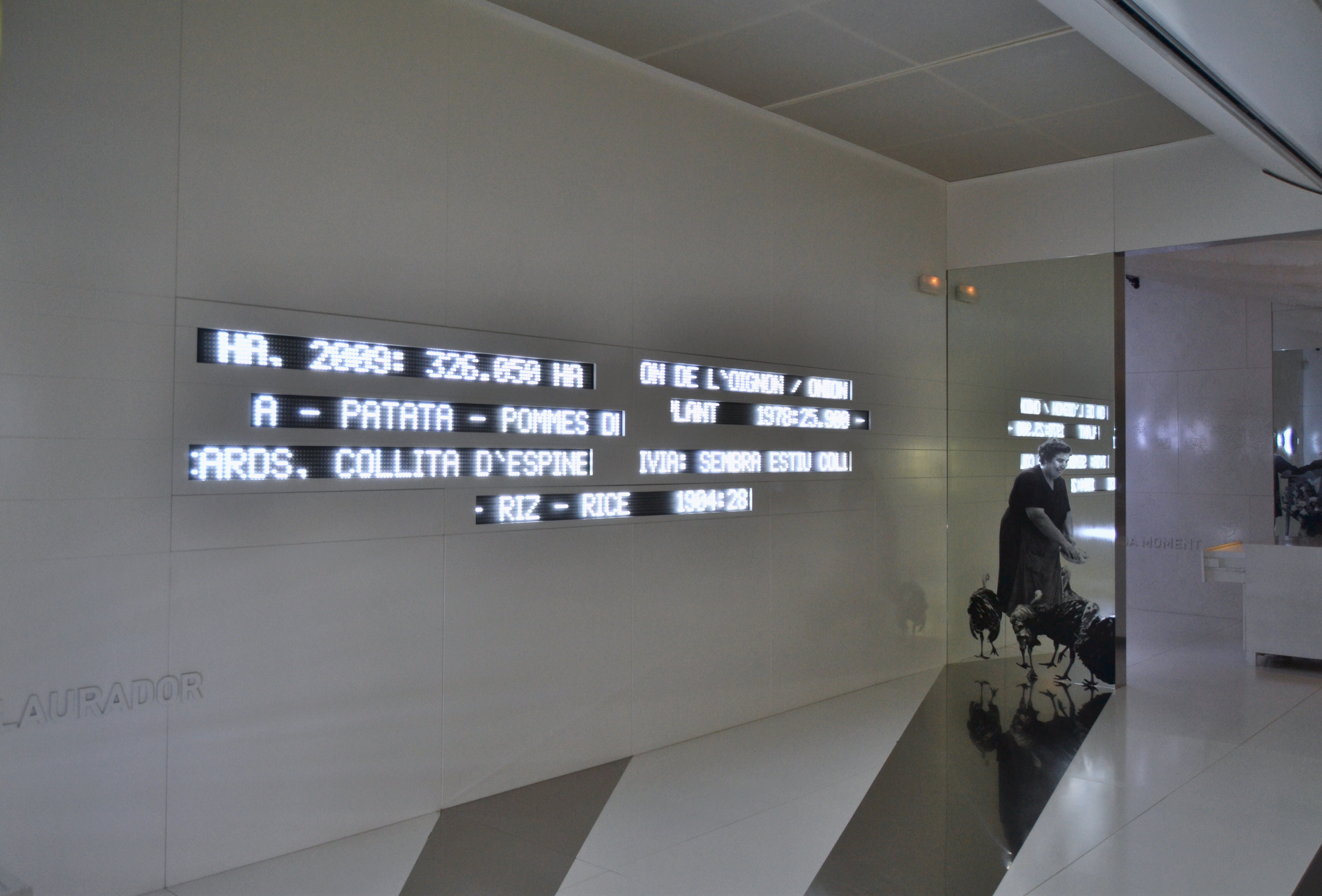
Sala Horta i Marjal
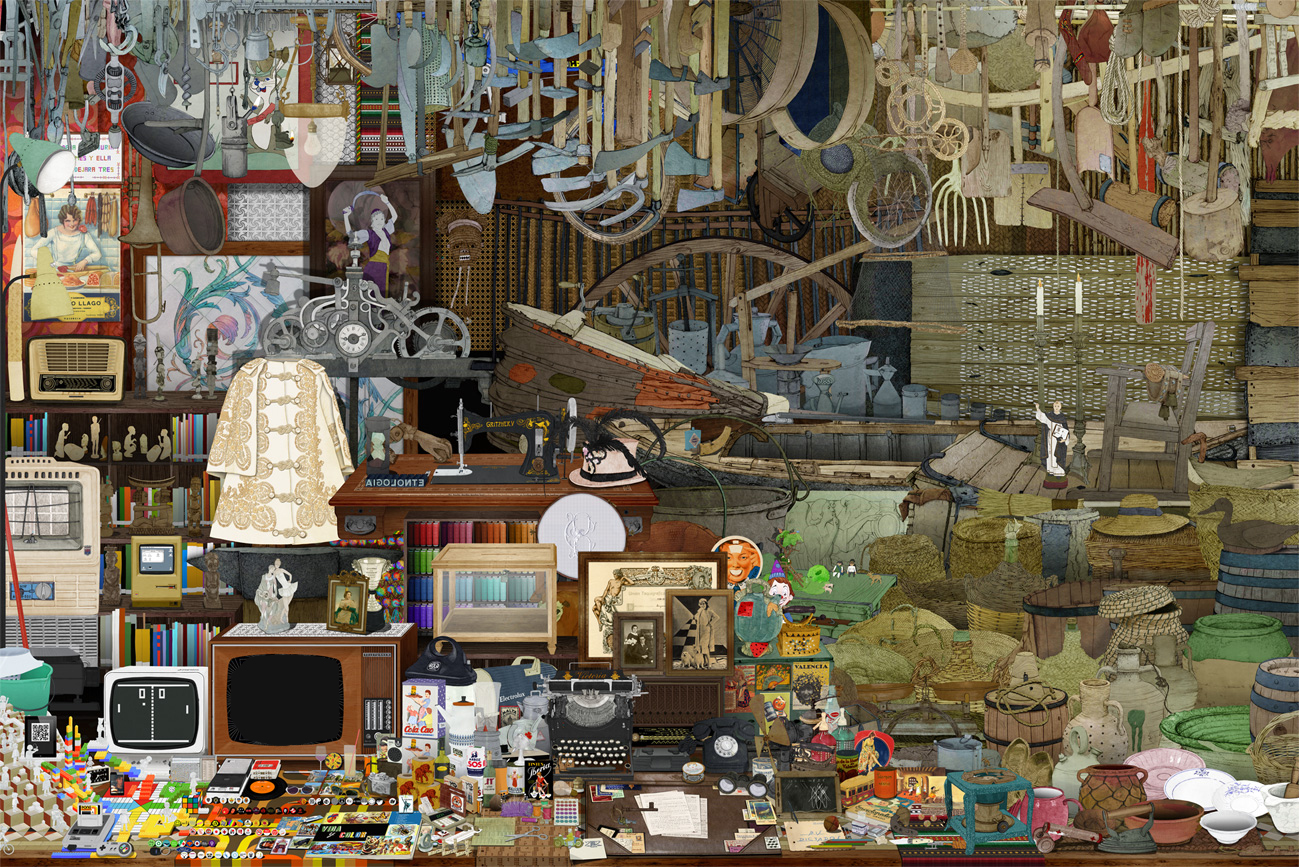
Presentación del museo.
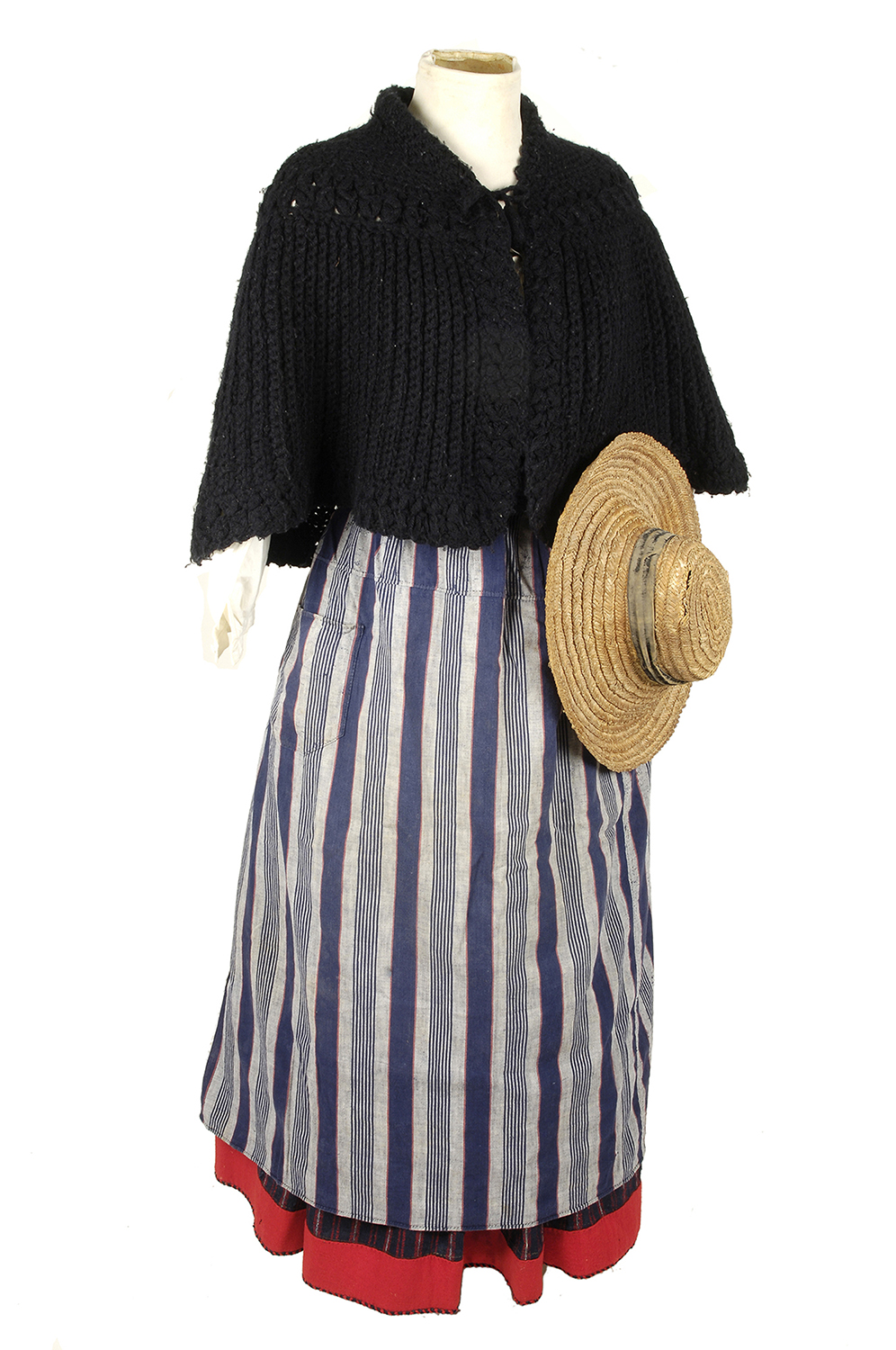
Conjunto completo de la Sala Secà i Muntanya.
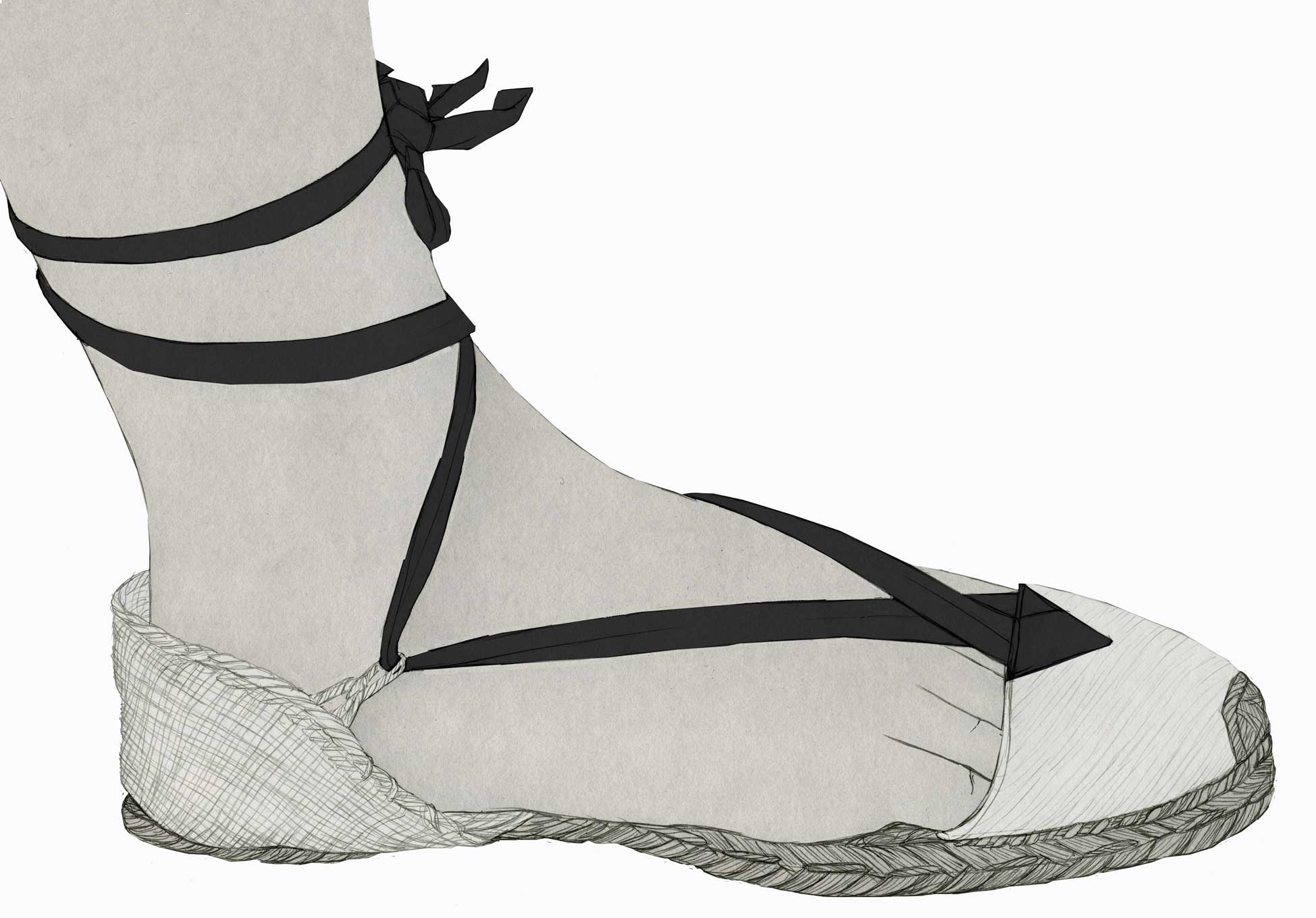
Espardeña de careta.

Después de 15 años, en junio de 2018 se comenzó a desmantelar la exposición permanente para su renovación total, en el caso de la sala dedicada a “la ciutat” y para una reforma menor en las salas dedicadas a “l’horta i marjal”, y “sec i muntanya.
El Museo Valenciano de Etnología aprovecha el cambio para renacer con una nueva marca, L'ETNO, y un nuevo logotipo, obra de Pepe Gimeno, diseñador también del anterior logotipo.
Las obras de renovación, que supusieron el cierre de la exposición permanente y una inversión de aproximadamente 250.000 euros, debían haber acabado para el mes de febrero del 2020, pero los retrasos en la tramitación administrativa del proyecto produjeron un retraso en la inauguración, prevista, esta vez, para el mes de marzo; finalmente, los acontecimientos resultantes de la pandemia por COVID-19, retrasaron su apertura al mes de julio, reabriendo sus puertas al público el 14 de ese mismo mes.
La nueva exposición, que ha pasado a llamarse  ‘No es fàcil ser valenciana / No es fàcil ser valencià’, y comisariada por Joan Seguí, Asunción García y Josep Aguilar, con la colaboración de todo el equipo del museo; cuenta con más de 1500 m² sobre la cultura tradicional y popular valenciana más reciente, del pasado siglo, y la más extendida, pudiéndose descubrir en ella objetos ( en total la muestra incorpora más de 1000, de los cuales 730 han sido restaurados por la Unidad de Fondo y Restauración del museo en los últimos dos años)  de la historia y de la vida cotidiana de todos los valencianos que van, desde un Seat 600 a un orinal para niños de Michey Mouse de los años 30, entre otros muchos, algunos de los cuales son donaciones de empresas.
Como ocurría con la exposición permanente anterior, con la nueva exposición se hace un recorrido por tres ámbitos:
- “la Ciutat”, donde se plantean cuestiones relacionadas con la tensión entre lo global y lo local;
- “l’Horta i la Marjal”, donde se tratan algunos de los imaginarios que se suelen proyectar en la cultura valenciana;
- y “Sec i Muntanya”, donde aparecen las invisibilidades, aquello que no se ve o se conoce poco de las zonas de interior del territorio valenciano, y que sirven de hilo conductor a la visita.

Con esta renovación se han tratado de alcanzar dos objetivos:
1. hacer una nueva museografía para la sala de Ciudad, que con 15 años de existencia había cumplido ya su papel; y
2. actualizar el discurso de la totalidad de las salas permanentes dándole un cariz más contemporáneo.

Estos objetivos han hecho que el nuevo diseño de Ciudad se haya pensado en consonancia al que ya se planteaba museográficamente en las salas de "l'Hort i la  Marjal"  y "Sec i Muntanya". De esta forma se mantiene el esqueleto discursivo construido por los ámbitos geoculturales ("Ciutat", "Horta i Marjal" y "Sec i Muntanya"), pero se cambia totalmente la estructura discursiva.
Además, esta modificación de la permanente ha permitido eliminar algunas barreras arquitectónicas de las antiguas salas, concibiendo las salas como espacios que permitan la realización de actividades, ya sean presentaciones de libros, conferencias o actividades formativas.

## Exposiciones itinerantes
Aparte de las exposiciones exhibidas permanentemente en el museo, también se realizan exposiciones itinerantes que están disponibles para otros centros o asociaciones. Estas exposiciones son, en algunos casos, versiones adaptadas de las temporales del museo, dedicadas a temas como el mundo de la pelota valenciana.

## Actividades
El Museo Valenciano de Etnología realiza su actividad en el territorio de la provincia de Valencia en la que  asesora a los diversos museos etnológicos locales, con más eficiencia desde la creación de la Red de Museos Etnológicos Locales; disponiendo de diversas exposiciones de temática etnológica y carácter itinerante, así como de maletas didácticas, para la divulgación de los trabajos de investigación y fuentes del museo, fuera del espacio del museo.
También lleva a cabo una actividad investigadora que se materializa en distintos proyectos y en la convocatoria del Premio Bernat Capó de difusión de la cultura popular. Ha impulsado también el Museo de la Palabra, archivo en línea de datos biográficos y testimonios de alrededor de  400 entrevistas que recogen diversas facetas de la cultura tradicional valenciana.
El Museo edita una publicación periódica, la Revista Valenciana d'Etnologia y las colecciones "Temes d'Etnografia Valenciana" y "Intercanvis", además de los catálogos de las exposiciones y colaboraciones externas como el Premio Bernat Capó.
También dispone de una biblioteca y centro de documentación especializada en etnología y antropología, ofreciendo un servicio abierto a todos los investigadores, estudiantes e interesados en las materias que trata y especialmente en la cultura tradicional y popular valenciana.
En su programación se incluyen los programas ETNO, que incluyen ciclos de cine, actividades musicales, jornadas de formación, excursiones o ciclos de etnocuina.
El museo dispone de instalaciones de reserva en Bétera, donde se almacena y cataloga la colección del museo, y donde se encuentran las salas de restauración. Estas instalaciones son visitables mediante un programa de apertura y visita guiada.

### El festival Etnomusic
En el año 2003 tuvo lugar por primera vez el festival de música folk organizado por el museo, que se llamó Festival Etnomusic, que es definido como Festival de Música folk y del mundo.
Con esta actividad el museo quiere promover y visibilizar la música tradicional, pero interpretada a través de las nuevas lecturas musicales, y la gran variedad de músicas tradicionales que enriquecen la cultura de todo el mundo.
Estos conciertos se celebran en los patios interiores del Centro Cultural La Beneficencia, donde se ubica el museo; y son gratuitos.
Normalmente estos conciertos se organizan entre los meses de mayo y junio, excepto en el año 2020, en el cual por la pandemia y las restricciones de actos y de aforo existentes, se aplazó al mes de julio.
Los conciertos tienen una temática concreta, diferentes cada nueva edición, así, por ejemplo:
En la edición del 2018 las propuestas estaban relacionadas con el diálogo intercultural.
En la edición del 2019 las propuestas trataban de la variedad territorial.
En la edición del 2020, las propuestas presentadas se centraban en la música de carácter ibérico, dejando un poco de lado las formaciones de world music o de grupos internacionales, que, sin embargo, sí estaban presentes en ediciones de otros años.

### Espanta la por: per Tots Sants, monstres valencians
Dentro de la amplia propuestas de actividades que cada año organiza el museo, hay que son periódicas y se repiten año tras año. De este tipo es la campaña que se creó en el año 2016 por parte de la Biblioteca y el Departamento de Didáctica del Museo Valenciano de Etnología, a fin de celebrar el día de Todos los Santos, utilizando la fiesta como medio para reivindicar el imaginario valenciano del miedo.
Esta actividad surge de la necesidad de revalorizar y dar a conocer la riqueza del imaginario del miedo propio de la Comunidad Valenciana, el cual, por la influencia de la fiesta estadounidense de Halloween, que ha quedado enterrado.
Los objetivos que se establecieron al idear la campaña fueron:
- Difundir el imaginario popular valenciano sobre el miedo.
- Fomentar la lectura y el conocimiento de la literatura popular valenciana.
- Motivar la recopilación, el análisis, las adaptaciones y las nuevas ediciones de este tipo de cuentos.
- Trabajar la emoción del miedo.
- Propiciar la recopilación local de leyendas y cuentos. Hacer memoria oral local desde las bibliotecas.
- Promover el uso de las bibliotecas.

El proyecto, en el que colaboran con el MUVAET, el SARC - Cultura Diputación de Valencia, Subdirección General del Libro, Archivos y Bibliotecas y Servicio de Formación del Profesorado - CEFIRE (Generalitat Valenciana), Escuela de arte y Superior de Diseño de Valencia (EASD) y el Colegio oficial de Bibliotecarios y Documentalistas de la Comunidad Valenciana (COBDCV), debe cumplir el 2019 su cuarta convocatoria.
Destaca el hecho de que la campaña ha sido incluida en el Plan Valenciano de Fomento Lector 2017-2021 "Leemos, leemos, leemos" de la Sub Dirección General del Libro, Archivos y Bibliotecas (Generalitat Valenciana) y cuenta con el apoyo del Colegio oficial de Bibliotecarios y Documentalistas de la Comunidad Valenciana (COBDCV).
La campaña también a que se diseñaron una serie de imágenes de los personajes que integran el ciclo, estas imágenes con contado con la colaboración de la Escuela de Arte y Superior de Diseño de Valencia (EASD), donde el alumno Joel Miralles Meneses ha sido el encargado de realizar las ilustraciones y el cartel de la campaña.
Respecto al ámbito didáctico de la campaña, es doble, por un lado está destinado a las familias, para las que se organizan una serie de actividades durante los fines de semana anteriores al día de Todos los Santos; y por otra están las escuelas, para las que se organizan otro tipo de actividades (talleres, exposiciones, cuentacuentos, canciones ...) durante las semanas anteriores a la fiesta. Además, todo el material está al alcance de los interesados, que pueden consultarse en una plataforma en línea, llamada el REBOST D'ESPANTA LA POR; de esta manera las escuelas y otras bibliotecas pueden encontrar diferentes recursos educativos para trabajar con los niños.
Esta campaña tiene un ámbito adulto, en el que se tratan en un abanico de actividades (conferencias, charlas, jornadas de narraciones y oralidad ...) los miedos de los adultos, tanto en la sede dimensión tradicional como los miedos más contemporáneas que nos afectan en la actualidad.
Por último, cabe mencionar la dimensión espacial de la campaña, que va más allá del propio museo y la extiende a las bibliotecas públicas y los museos etnológicos locales.
Gracias a la campaña, el Museo valenciano de Etnología ha creado una colección de libros, la Colección Espanta la Por, que estará compuesta por un libro anual dedicado a un monstruo concreto. El primer volumen de la colección fue el cuento infantil «Marta i la Tarasca» que tiene como protagonista la bestia festiva del Corpus de Valencia. El cuento «Marta i la Tarasca» se ha editado con la colaboración del CEFIRE específico de infantil (GVA), y tiene como autores a Guillem Furió, Almudena Marín y Sergi Morales. Las ilustraciones han sido realizadas por Joel Miralles. De esta manera se trata de dar a conocer el imaginario valenciano, tan rico y tan desconocido.
Otra faceta de la campaña entra en el ámbito de la música, ya que en los dos últimos años se han producido varias canciones relacionadas con el proyecto, como:
• Saps què fa por a la por? Autor: Sergi Morales.
• Les bruixes. Autor: Pau de la Torre.
• La biblioteca. Autor: Pau de la Torre.
• Al refugi dels monstres. Autor: Pau de la Torre.
• Som donyets. Autor: Pau de la Torre.
• Espanta la por. Autor: Pau de la Torre.
La campaña del año 2019 se centra en la vestimenta, de esta manera el museo organizó una exposición llamada "Vestir el miedo", en la que se muestran disfraces de los monstruos valencianos. Estas disfraces han sido creadas con la colaboración de la Escuela de Arte y Superior de Diseño de Valencia (EASD), y la campaña se hace también con la colaboración del SARC - Cultura Diputación de Valencia, la Subdirección General del Libro, Archivos y Bibliotecas, el Colegio Oficial de Bibliotecarios y  Documentalistas de la Comunidad Valenciana (COBDCV) y el Gremio de Libreros de Valencia. Además se ha publicado un nuevo libro dentro de la colección Asusta el miedo "Marta es un duende" y un juego de mesa que versa sobre los monstruos valencianos, entre otras actividades programadas para escuelas y familias. Como en otras convocatorias, la campaña se extiende a alrededor de otras 100 bibliotecas de la Comunidad, como es el caso de la Biblioteca de Alcácer. 
En la campaña del año 2020 se introdujo como novedad unas oferta a las escuelas de una propuesta didáctica para Infantil y Primaria, que recupera y actualiza la tradición de hablar del miedo alrededor de la celebración del día de Todos los Santos.

### Proyectos externos
El Museo dispone de una unidad de Proyectos Externos (Cooperación Municipal) que se encarga de gestionar los medios humanos y materiales destinados a apoyar las iniciativas de ayuntamiento si asociaciones de ámbito local relacionadas con el etnología. del mismo modo, se coordina el trabajo con diferentes museos asociados, vinculados al Museo Valenciano de Etnología mediante convenios de colaboración.
En 2017 se crea la Red de Museos etnológicos locales, con más de 20 centros asociados:
|  | - Museo La Casa Gran de Puebla de Vallbona - Museo Municipal de Utiel (Casa Alamanzón) - Ecomuseo de Bicorp - Museo de la Pilota del Genovés - Museu de l'Horta d'Almàssera - Museo del Palmito de Aldaya - Museo Valenciano de la Miel de Montroy - Museo Etnológico de Alpuente - Museo Etnológico de Ador - Museo Internacional del Toque Manual de Campanas (Albaida) - Museo Municipal de Alcira - Ecomuseo Aras de los Olmos | - Museu de les Artesanies de Atzeneta d'Albaida - Museo Etnológico de Enguera - Museo Etnológico Luis Perales de Llanera de Ranes. - Museu Etnològic de la Vall d'Albaida. - Museo de Cerámica de Manises - Museu Etnològic Cassoleria d'Àngel Domínguez - Museo Municipal de Requena - Museo de la Almazara del Conde (Sot de Chera) - Museo Comarcal de L'Horta Sud - Museo de Cerámica de Paterna - Museo de la Rajoleria de Paiporta - Museo Textil de la Comunidad Valenciana - Museo Histórico Etnológico de Fuente la Higuera - Museo de la Casa del Pou de Llosa de Ranes |

## Reconocimientos
En el año 2023, el museo ha sido nominado para el premio al Museo Europeo del Año (conocido por sus siglas en inglés, EMYA, European  Museum of the Year) en su edición de 2023, este premio es otorgado por el European Museum Forum, entidad asociada al Consejo de Europa. En la convocatoria del año 2023, junto a l'ETNO estaban otros 32 museos europeos, entre ellos la Casa Batlló de Barcelona; el Centro de Documentación Huida, Expulsión, Reconciliación, de Berlín o la Casa Fernando Pessoa de Lisboa. La ceremonia de entrega de este premio, junto con los galardonados con los premios que lo complementan (Premio al Museo del Consejo de Europa (CoE Museum), Premio Kenneth Hudson, al valor institucional y a la integridad profesional. Premio del Museo de Portimaõ, a la inclusión. Premio Silletto, a la participación y Premio Meyvaert, a la sostenibilidad medio ambiental) tendrá lugar del 3 al 6 de mayo, dentro de los actos de la Conferencia Anual de EMYA, que este año se realizará en el Museo de Historia de Barcelona (MUHBA).
Finalmente el museo ha sido galardonado como el Museo Europeo del Año 2023.